# Eberhard Metternich
Eberhard Metternich (* 24. Juli 1959 in Limburg an der Lahn) ist ein deutscher katholischer Kirchenmusiker, Schulmusiker, Sänger, Domkapellmeister und Professor für Chorleitung in Köln.

## Biografie
Eberhard Metternich sang als Jugendlicher bei den Limburger Domsingknaben. Nach seiner Schulzeit, die 1979 mit dem Abitur an der Fürst-Johann-Ludwig-Schule in Hadamar endete, studierte er in Köln Schulmusik, Germanistik und Gesang und schloss später noch Studien der Chorleitung an der Musikhochschule Frankfurt bei Uwe Gronostay an. In weiteren Stationen studierte er auch in Wien sowie bei Eric Ericson in Stockholm.
1985 wurde Metternich Domkantor in Mainz. Im Jahr 1987 wurde er als Domkapellmeister nach Köln berufen. Zuständig für die Konzeption der Kölner Dommusik, erweiterte er die Musikschule des Kölner Domchores und gründete 1991 die Konzertreihe Geistliche Musik am Dreikönigsschrein. Er leitet unter anderem das Vokalensemble Kölner Dom sowie den Kölner Domchor. Zum 1. September 2025 wird Alexander Niehues seine Nachfolge antreten.
Daneben leitete Metternich bis Mitte der 1990er Jahre das collegium vocale limburg.
Seit 1993 ist Metternich Lehrbeauftragter für Chorleitung an der Hochschule für Musik und Tanz Köln. 2001 wurde er dort zum Honorarprofessor ernannt.

## Auszeichnungen
Mit dem Kölner Domchor errang er beim 6. Deutschen Chorwettbewerb 2002 in Osnabrück den ersten Preis der Kategorie „Knabenchöre“.
Mit dem collegium vocale limburg errang er unter anderem beim 2. Deutschen Chorwettbewerb 1985 in Hannover den 1. Preis in der Kategorie Männerkammerchöre.

## Ausgaben (Auswahl)
- Carl Leibl: Messe Nr. 3 Es-Dur, als Erstdruck herausgegeben in der Reihe Denkmäler rheinischer Musik